# David Krejčí
David Krejčí (* 28. dubna 1986 Šternberk) je bývalý český hokejový útočník.

## Hráčská kariéra

### Klubová kariéra
Vzhledem k tomu, že jeho otec sám hrál hokej a později se stal hokejovým rozhodčím, dostala Davidova sportovní dráha předem daný směr. David se postavil poprvé na brusle asi ve 4 letech na místním rybníku. Hokej ho začal opravdu bavit, když se s bratrem chodili dívat na zápasy, které soudcoval jeho otec. Jeho hlavním idolem se stal Jaromír Jágr.
Lední hokej začal hrát v místním klubu HC TJ Šternberk pod trenérským vedením svého otce a Václava Vrány (otce Petra Vrány), ve čtvrté třídě odešel do Olomouce, dva roky strávil v Třinci a jednu sezónu odehrál v dresu kladenské juniorky. To byla také sezóna, ve které poprvé nakoukl do reprezentace, do výběru do 18 let. Sezóna 2003/2004 byla také na delší dobu jeho poslední sezónou v české lize, protože se rozhodl zkusit štěstí v zámořské juniorské lize. V sezóně 2012/2013, během výluky v NHL, nastoupil za klub HC ČSOB Pojišťovna Pardubice.
David Krejčí byl první volbou Boston Bruins v druhém kole draftu v roce 2004 (63. celkově). Byl draftován z české juniorské extraligy, kterou hrál za HC Kladno. Poté, co byl draftován, se přestěhoval do Severní Ameriky hrát nejvyšší zámořskou juniorskou ligu Quebec Major Junior Hockey League (QMJHL) za tým Gatineau Olympiques, kde strávil dvě sezóny.
V sezóně 2006/2007 přestoupil do mužů, do American Hockey League (AHL), kde hrál za farmářský tým Bostonu – Providence Bruins. V této sezóně, konkrétně 30. ledna 2007, si odbyl svou premiéru v NHL. V zápase proti Buffalo Sabres, který Boston prohrál 1:7, ale utrpěl ve svém třetím střídaní otřes mozku, po zákroku Adama Maira a tak na ledě pobyl pouhé 2 minuty a 7 sekund. V následující sezóně 2007/2008 Krejčí odehrál 25 zápasů v AHL za Providens Bruins a následně se probojoval na stálo do prvního týmu, kde stihl odehrát 56 zápasů. Dne 19. února 2008 ve venkovním zápase Bruins proti Carolina Hurricanes se Krejčí „zapsal“ úspěšným nájezdem (nebyl to však vítězný gól) při vítězství Bostonu 3:2 na samostatné nájezdy. Na svou první oficiální trefu v NHL však čekal jen týden, 26. února si ji připsal proti Martinu Gerberovi z Ottawy. Byl to druhý gól jeho týmu při domácí výhře 4:0. Svou nováčkovskou sezónu v NHL skončil s 6 góly a 21 asistencemi.
V sezóně 2008/2009 zaznamenal dne 18. prosince 2008 proti Torontu svůj první hattrick v NHL. Dva góly vstřelil Vesu Toskalovi a jeden Curtisu Josephovi při výhře Bruins 8:5. Před zápasem 2. dubna 2009 byl vyhlášen vítězem ceny Boston Bruins Seventh Player Award 2009. Tato cena se uděluje každoročně hráči, který „jde nad rámec svých povinností a přesahuje všechna očekávání“ v celém průběhu sezóny. V průběhu utkání Krejčí asistoval u gólu Milana Lucice, vítěze téhož ocenění z roku 2008, při výhře 2:1 na domácím ledě nad Senators. David Krejčí je oceňován pro skvělou kontrolu puku a pro schopnost tvořit hru. Svoji druhou sezónu v NHL dokončil se 73 body v 82 zápasech a nejlepším výsledkem plus/minus (+37) hodnocení v celé NHL, čímž získal prestižní ocenění NHL Plus/Minus Award.
Dne 2. června 2009 podepsal Krejčí víceletý kontrakt s Bruins, údajně na tři roky s platem 3,75 milionu dolarů ročně. Na počátku listopadu 2009 onemocněl, dne 5. listopadu 2009 mu byla diagnostikována infekce virem H1N1, kterou ale velice rychle překonal.
Dne 5. května 2010 v průběhu playoff si Krejčí vykloubil zápěstí, když ho na modré čáře srazil centr Philadelphia Flyers Mike Richards. Hned po zápase šel Krejčí na operaci a nezahrál si zbytek playoff.
V průběhu playoff 25. května 2011 zaznamenal svůj druhý hattrick v NHL, bylo to v 6. finálovém utkání Východní konference. Stal se tak prvním hráčem Bruins, který od doby Cama Neelyho zaznamenal hattrick v playoff. Dne 15. června 2011 získali po třiceti devíti letech Bruins Stanley Cup a pro Krejčího to tak byl první zisk nejslavnějšího hokejového poháru. Playoff dokončil Krejčí se 23 body v 25 zápasech a měl na svém kontě 4 vítězné trefy.
Svého třetího hattricku se Krejčí dočkal 1. března 2012 v zápase proti New Jersey Devils. Své branky vstřelil v první, ve třetí třetině a v prodloužení, když rozhodl o vítězství svého mužstva poměrem 4:3. Ve čtvrtém zápase úvodního kola playoff 2012/2013 v sérii s Torontem Maple Leafs vstřelil hattrick, který dovršil vítězným gólem v prodloužení.
Dne 1. října 2013 byl jmenován zástupcem kapitána Bruins. Dne 25. října 2013 zaznamenal vítěznou branku 0,8 desetin sekundy před koncem základní hrací doby proti San Jose Sharks, když překonal finského gólmana Anttiho Niemiho.
Dne 3. září 2014 se dohodl s vedením Bruins na nové šestileté smlouvě, která platila do konce sezóny 2020/2021. Za tuto dobu si měl přijít na více než 43 milionů dolarů. Dne 30. července 2021 oznámil, že po 14 letech v Bostonu skončil a že se chce z rodinných důvodů vrátit do Česka. O tři dny později byl představen jako posila extraligového klubu HC Olomouc. V srpnu 2022 se vrátil do NHL a podepsal roční smlouvu s Bostonem. O rok později, v srpnu 2023, oznámil, že končí svoji kariéru v Bostonu i v celé NHL. Uvažoval, že by v nastoupil až do rozehrané následující sezóny v některém z evropských klubů a zabojoval tak o nominaci na domácí Mistrovství světa 2024. K tomu však nedošlo a 1. prosince 2023 oznámil ze zdravotních důvodů konec hráčské kariéry.

### Reprezentace
Jeho premiéra v seniorském národním dresu se uskutečnila na 72. Mistrovství světa v ledním hokeji, v květnu 2008. V pěti zápasech zaznamenal 8 střeleckých pokusů, 0 bodů a 2 trestné minuty. Český tým vypadl ve čtvrtfinále se Švédskem 2:3 v prodloužení.
V prosinci 2009 byl nominován do týmu pro olympijský turnaj ve Vancouveru 2010. Začínal na centru třetí formace, s křídly Tomášem Fleischmannem a Martinem Eratem. Stal se jedním z nejpříjemnějších překvapení týmu a podle mnohých i nejlepším hráčem. Rozhodl osmifinálové trápení českého týmu proti Lotyšům v prodloužení vstřelil branku na 3:2. Z pěti zápasů měl 2+1 a plus-minus +2.
V květnu 2012 vybojoval na Mistrovství světa v ledním hokeji 2012 v Helsinkách s českou reprezentací bronz, když vstřelil vítězný gól v zápase o bronz s Finskem (vítězství 3:2). Tentýž cenný kov získal s českým týmem na Mistrovství světa v ledním hokeji 2022.

## Osobní život
V srpnu 2014 si na hradě Šternberk vzal Naomi Starr.

## Ocenění a úspěchy
| Ocenění                                                                | Sezóna/rok           |
| ---------------------------------------------------------------------- | -------------------- |
| NHL                                                                    |                      |
| Vítězství o nejlepšího hráče Boston Bruins                             | 2008/2009            |
| NHL Plus/Minus Award (nejlepší statistiky plus/minus v základní části) | 2008/2009, 2013/2014 |
| Vítěz Stanley Cupu (s Boston Bruins)                                   | 2010/2011            |
| Domácí                                                                 |                      |
| vítězství v anketě Zlatá hokejka                                       | 2013                 |

## Prvenství

### NHL
- Debut - 30. ledna 2007 (Buffalo Sabres proti Boston Bruins)
- První asistence - 6. října 2007 (Phoenix Coyotes proti Boston Bruins)
- První gól - 26. února 2008 (Boston Bruins proti Pittsburgh Penguins, kanadskému brankáři Marc-André Fleury)
- První hattrick - 18. prosince 2008 (Boston Bruins proti Toronto Maple Leafs)

### ČHL
- Debut - 5. října 2012 (HC ČSOB Pojišťovna Pardubice proti HC Vítkovice Steel)
- První gól - 7. října 2012 (HC ČSOB Pojišťovna Pardubice proti Bílí Tygři Liberec, českému brankáři Ondřej Pavelec)
- První asistence - 12. října 2012 (HC ČSOB Pojišťovna Pardubice proti HC Kometa Brno)
- První hattrick - 5. prosince 2012 (HC ČSOB Pojišťovna Pardubice proti Piráti Chomutov)

## Klubové statistiky
| Sezóna       | Klub                         | Soutěž       |      | Základní část | Základní část | Základní část | Základní část | Základní část |    | Play off | Play off | Play off | Play off | Play off |
| Sezóna       | Klub                         | Soutěž       | Z    | G             | A             | B             | TM            | Z             | G  | A        | B        | TM       |          |          |
| 2003/2004    | HC Rabat Kladno 20           | ČHL-20       | 50   | 23            | 37            | 60            | 37            | —             | —  | —        | —        | —        |          |          |
| 2004/2005    | Gatineau Olympiques          | QMJHL        | 62   | 22            | 41            | 63            | 31            | 10            | 2  | 7        | 9        | 10       |          |          |
| 2005/2006    | Gatineau Olympiques          | QMJHL        | 55   | 27            | 54            | 81            | 54            | 17            | 10 | 22       | 32       | 24       |          |          |
| 2006/2007    | Providence Bruins            | AHL          | 69   | 31            | 43            | 74            | 47            | 13            | 3  | 13       | 16       | 22       |          |          |
| 2006/2007    | Boston Bruins                | NHL          | 6    | 0             | 0             | 0             | 2             | —             | —  | —        | —        | —        |          |          |
| 2007/2008    | Providence Bruins            | AHL          | 25   | 7             | 21            | 28            | 19            | —             | —  | —        | —        | —        |          |          |
| 2007/2008    | Boston Bruins                | NHL          | 56   | 6             | 21            | 27            | 20            | 7             | 1  | 4        | 5        | 2        |          |          |
| 2008/2009    | Boston Bruins                | NHL          | 82   | 22            | 51            | 73            | 26            | 11            | 2  | 6        | 8        | 2        |          |          |
| 2009/2010    | Boston Bruins                | NHL          | 79   | 17            | 35            | 52            | 26            | 9             | 4  | 4        | 8        | 2        |          |          |
| 2010/2011    | Boston Bruins                | NHL          | 75   | 13            | 49            | 62            | 28            | 25            | 12 | 11       | 23       | 10       |          |          |
| 2011/2012    | Boston Bruins                | NHL          | 79   | 23            | 39            | 62            | 36            | 7             | 1  | 2        | 3        | 4        |          |          |
| 2012/2013    | HC ČSOB Pojišťovna Pardubice | ČHL          | 24   | 16            | 11            | 27            | 22            | —             | —  | —        | —        | —        |          |          |
| 2012/2013    | Boston Bruins                | NHL          | 47   | 10            | 23            | 33            | 20            | 22            | 9  | 17       | 26       | 8        |          |          |
| 2013/2014    | Boston Bruins                | NHL          | 80   | 19            | 50            | 69            | 28            | 12            | 0  | 4        | 4        | 4        |          |          |
| 2014/2015    | Boston Bruins                | NHL          | 47   | 7             | 24            | 31            | 22            | —             | —  | —        | —        | —        |          |          |
| 2015/2016    | Boston Bruins                | NHL          | 72   | 17            | 46            | 63            | 32            | —             | —  | —        | —        | —        |          |          |
| 2016/2017    | Boston Bruins                | NHL          | 82   | 23            | 31            | 54            | 26            | 3             | 0  | 0        | 0        | 0        |          |          |
| 2017/2018    | Boston Bruins                | NHL          | 64   | 17            | 27            | 44            | 18            | 12            | 3  | 7        | 10       | 6        |          |          |
| 2018/2019    | Boston Bruins                | NHL          | 81   | 20            | 53            | 73            | 16            | 24            | 4  | 12       | 16       | 8        |          |          |
| 2019/2020    | Boston Bruins                | NHL          | 61   | 13            | 30            | 43            | 23            | 13            | 4  | 8        | 12       | 6        |          |          |
| 2020/2021    | Boston Bruins                | NHL          | 51   | 8             | 36            | 44            | 16            | 11            | 2  | 7        | 9        | 2        |          |          |
| 2021/2022    | HC Olomouc                   | ČHL          | 51   | 20            | 26            | 46            | 24            | 5             | 3  | 2        | 5        | 4        |          |          |
| 2022/2023    | Boston Bruins                | NHL          | 70   | 16            | 40            | 56            | 20            | 4             | 1  | 3        | 4        | 0        |          |          |
| Celkem v NHL | Celkem v NHL                 | Celkem v NHL | 1032 | 231           | 555           | 786           | 359           | 160           | 43 | 85       | 128      | 60       |          |          |
| Celkem v ČHL | Celkem v ČHL                 | Celkem v ČHL | 75   | 36            | 37            | 73            | 46            | 5             | 3  | 2        | 5        | 4        |          |          |

## Reprezentace
| Rok                       | Tým                       | Soutěž                    | Z  | G  | A  | B  | TM |
| ------------------------- | ------------------------- | ------------------------- | -- | -- | -- | -- | -- |
| 2004                      | Česko 18                  | MS-18                     | 7  | 3  | 4  | 7  | 0  |
| 2005                      | Česko 20                  | MSJ                       | 7  | 0  | 1  | 1  | 2  |
| 2006                      | Česko 20                  | MSJ                       | 6  | 3  | 3  | 6  | 4  |
| 2008                      | Česko                     | MS                        | 5  | 0  | 0  | 0  | 2  |
| 2010                      | Česko                     | OH                        | 5  | 2  | 1  | 3  | 6  |
| 2012                      | Česko                     | MS                        | 10 | 3  | 4  | 7  | 4  |
| 2014                      | Česko                     | OH                        | 5  | 1  | 2  | 3  | 0  |
| 2018                      | Česko                     | MS                        | 5  | 1  | 5  | 6  | 0  |
| 2022                      | Česko                     | OH                        | 4  | 1  | 3  | 4  | 0  |
| 2022                      | Česko                     | MS                        | 10 | 3  | 9  | 12 | 4  |
| Juniorská kariéra celkově | Juniorská kariéra celkově | Juniorská kariéra celkově | 20 | 6  | 8  | 14 | 6  |
| Seniorská kariéra celkově | Seniorská kariéra celkově | Seniorská kariéra celkově | 44 | 11 | 24 | 35 | 16 |